# Räpsy & Dolly eli Pariisi odottaa
Räpsy & Dolly eli Pariisi odottaa (Räpsy i Dolly o París està esperant) és una pel·lícula dirigida per Matti Ijäs de l'any 1990. Va ser la segona direcció de cinema d'Ijäs després de Koomikon (1983). Entremig, havia fet quatre pel·lícules de televisió aclamades. Juntament amb Ijäs, el segon guionista de la pel·lícula va ser Arto Melleri, de qui també va sorgir la idea.

## Argument
La història de la pel·lícula comença quan Räpsy (Matti Pellonpää) surt de la presó. Els perseguidors apareixen darrere d'ell. Algunes dones s’ofereixen a consolar-lo, inclosa l'antiga ballarina Dolly (Raija Paalanen).

## Repartiment
- Matti Pellonpää -Auno Kullervo Pirilä, ”Räpsy”
- Raija Paalanen -Dolly Horttanainen
- Kari Väänänen -el detectiu Karisto
- Pertti Sveholm -Börje
- Risto Salmi -Pasi Venkula
- Sulevi Peltola -Assistent de Kariston
- Veikko Tiitinen -Rämön Hessu
- Eeva Litmanen -Enni
- Taisto Aho -Ivanoff

## Producció
Arto Melleri ha descrit la creació del guió de tal manera que ell i Ijäs han treballat el text alternativament: “Faré el següent, li trauré la seva història i posaré la meva al seu lloc. Això s'anomena col·laboració, versió rere versió". Segons els autors, la pel·lícula és un blues tragicòmic.
Raija Paalanen solia interpretar papers infantils a pel·lícules, però després va treballar al Hämeenlinna City Theatre. El paper de Dolly a la pel·lícula "Räpsy & Dolly" va ser, per tant, el seu primer paper en un llargmetratge.

## Valoracions
Les crítiques contemporànies van destacar Ijäs com el creador de grans pel·lícules de televisió, i fins i tot llavors es va cridar l'atenció sobre les similituds entre Ijäs i Aki Kaurismäki, però Helena Ylänen va dir que "Kaurismäki és... crític social i poeta ideal. Ijäs és un humorista que s'interessa per les persones marginals".
Segons la valoració d'un crític, la pel·lícula es caracteritza com una tragicomèdia visionària que representa persones marginades. La crítica de Helsingin Sanomien Leena Virtanen assenyala que, vista el 2013, la pel·lícula recorda molt a la producció de Kaurismäki, Tulitikkutehtaan tytö es va completar el mateix any. "Potser hi havia alguna cosa a l'aire aleshores, o almenys entre aquests senyors", reflexiona Virtanen. Tanmateix, segons ell, Pellonpää és més animat i sensible a la pel·lícula d'Ijäs que els personatges de Kaurismäki. Virtanen lloa les visions i els personatges acurats de la pel·lícula, fins i tot si la història no sempre manté l'espectador en les seves mans.